# Formicivora serrana
Formicivora serrana (Hellmayr, 1929) è un uccello passeriforme della famiglia Thamnophilidae, endemico del Brasile.

## Tassonomia
Il genere comprende le seguenti sottospecie:
- Formicivora serrana serrana (Hellmayr, 1929)
- Formicivora serrana interposita Gonzaga & Pacheco, 1990
- Formicivora serrana littoralis Gonzaga & Pacheco, 1990

Quest'ultima entità è da alcuni autori considerata una specie a sé stante (Formicivora littoralis) ma recenti studi filogenetici non hanno convalidato tale status.